# Kotlina Freienwaldzka
Kotlina Freienwaldzka, německy Oderbruch nebo Freienwalder Becken, je geomorfologický celek a říční údolí rozkládající se podél veletoku Odra v Polsku a Německu. Má polské geomorfologické značení 315.32 a prochází jim polsko-německá státní hranice. Patří do geomorfologické oblasti Pradolina Toruńsko-Eberswaldzka (Thorn-Eberswalder Urstromtal) v geomorfologické subprovincii Pojezierza Południowobałtyckie (Jihobaltské pojezeří) z pásma Středoevropské nížiny. V Západopomořanském vojvodství jeho území zasahuje do gminy Cedynia, gminy Mieszkowice v okrese Grifino a do gminy Boleszkowice v okrese Myślibórz. V Lubušském vojvodství jeho území zasahuje do města Kostrzyn nad Odrą v okrese Gorzów a do gminy Słońsk a gminy Górzyca v okrese Słubice. V Německu jeho území zasahuje do zemského okresu Marecké Poodří (Landkreis Märkisch-Oderland) v Braniborsku.

## Popis
Ploché údolí je prohlubní vzniklou primárně působením ledovce v době ledové, který značně měnil místní povodí a úmoří. Do vzniklé prohlubně se následně vyhloubila řeka Odra. Archeologické vykopávky prokázaly osídlení již v době kamenné. Kotlina Freienwaldzka byla v průběhu pruské vnitrozemské kolonizace v 18. století odvodněna a rekultivována. Za druhé světové války zde 16. dubna - 2. května 1945 proběhla největší bitva na německém území (tzv. bitva na Seelowských výšinách - Bitwa o wzgórza Seelow, Schlacht um die Seelower Höhen) v rámci bitvy o Berlín. Podle německé terminologie se Kotlina Freienwaldzka dělí dle nadmořské výšky na Oberoderbruch (horní severní část) a Niederoderbruch (dolní jižní část) a historický jsou také definované oblasti Mittelbruch a Tiefes Bruch. Kotlina Freienwaldzka se řece Odře nalézá od říčního kilometru 593,0 (Lebus) na jihu po kilometr 665,9 (Hohensaaten) na severu. Plocha je přibližně 780 km². Na jihu u Reitweinu je nadmořská výška Odry cca 14 m a u Hohensaatenu pouze 2 m. Malý výškový rozdíl hladiny vody vůči Baltskému moři vede k mimořádnému zklidnění vodního toku, což ale brání rychlému odtoku vody a může způsobovat nebezpečné zpětné vzdutí a povodně při vysokých stavech vody. Je zde vybudováno několik vodních kanalů.

### Největší sídla na polské straně
V abecedním pořadí:
- Czelin
- Górzyca
- Kostrzyn nad Odrą
- Namyślin
- Stara Rudnica
- Stare Łysogórki

### Chráněná území na polské straně
V abecedním pořadí:
- Cedyński Park Krajobrazowy
- Krajinný park Ústí Warty (Park Krajobrazowy Ujście Warty)
- Národní park Ústí Warty (Park Narodowy Ujście Warty)

## Turistické a cyklistické trasy
Jsou zde postaveny četné turistické a cyklistické trasy, např.
- Dálkové cyklistické trasy vedoucí podél Odry - Szlak Zielona Odra a cyklotrasa Odra–Nisa.
- Mezinárodní cyklotrasa Euroroute R1.
- Turistická trasa Szlak Nadodrzański.
- aj.

## Galerie

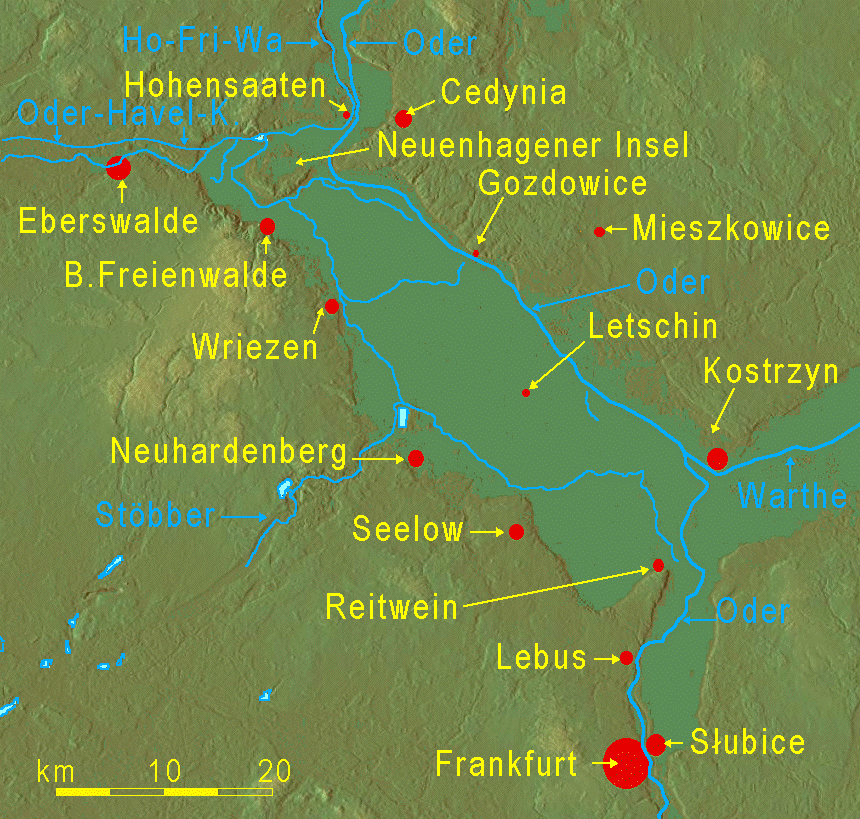
Mapa oblasti
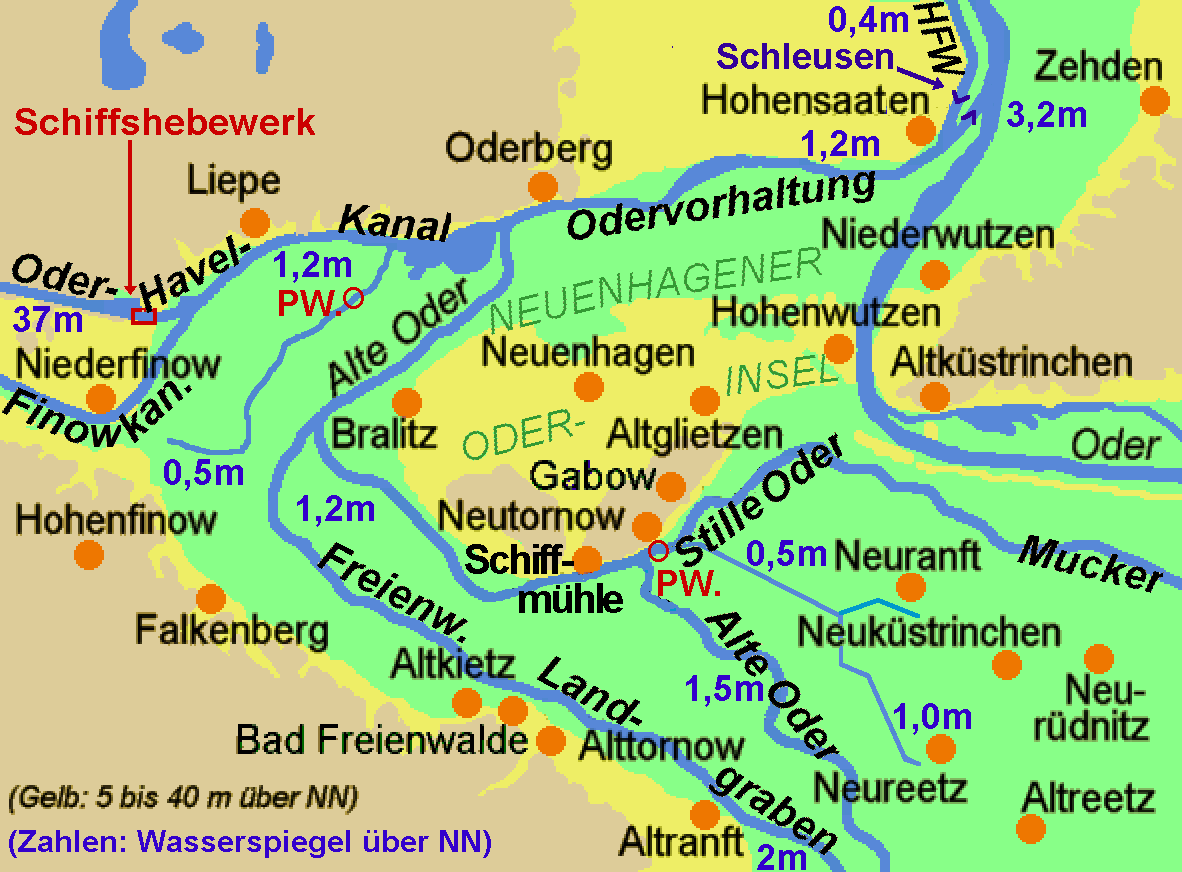
Mapa části oblasti
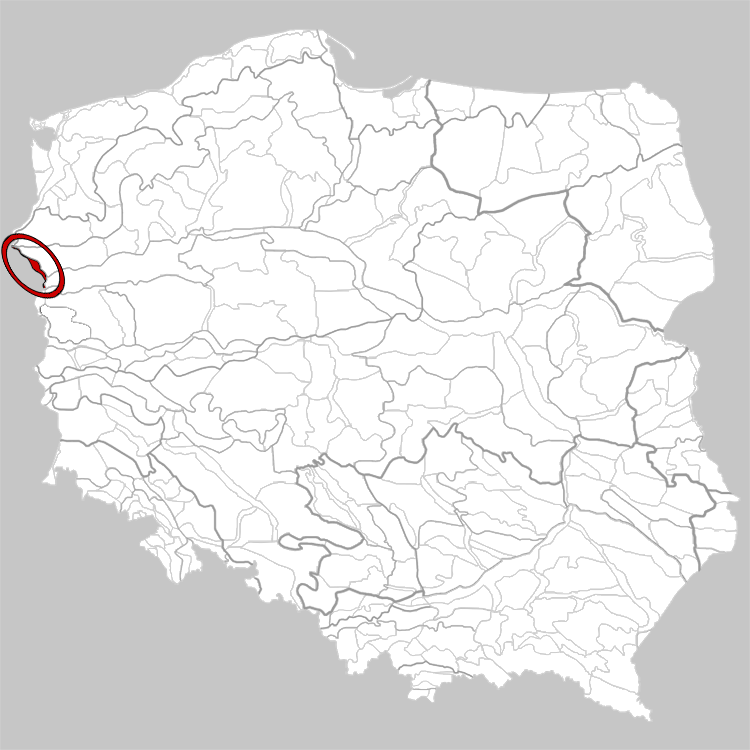
Umístění v Polsku
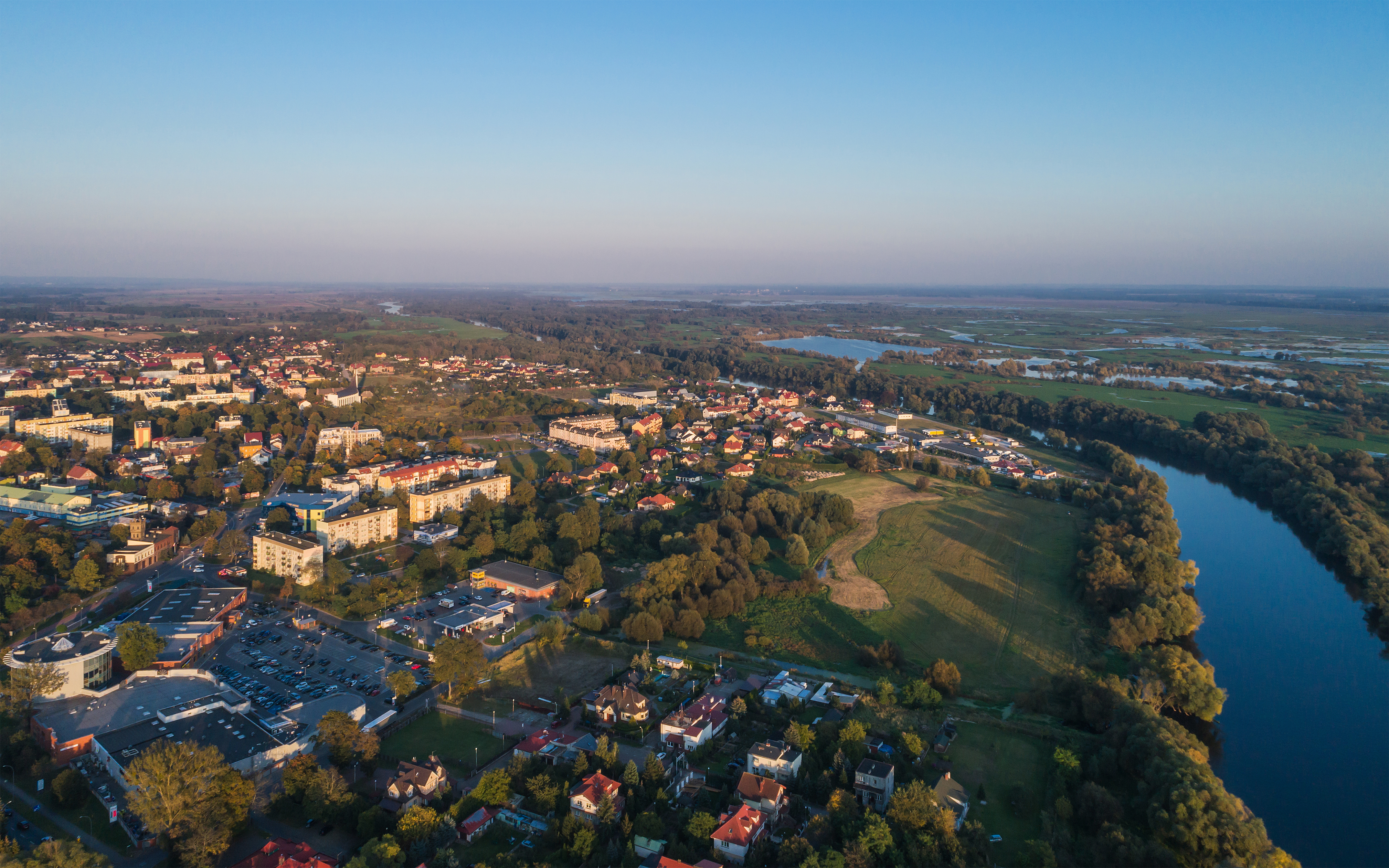
Kostrzyn nad Odrą
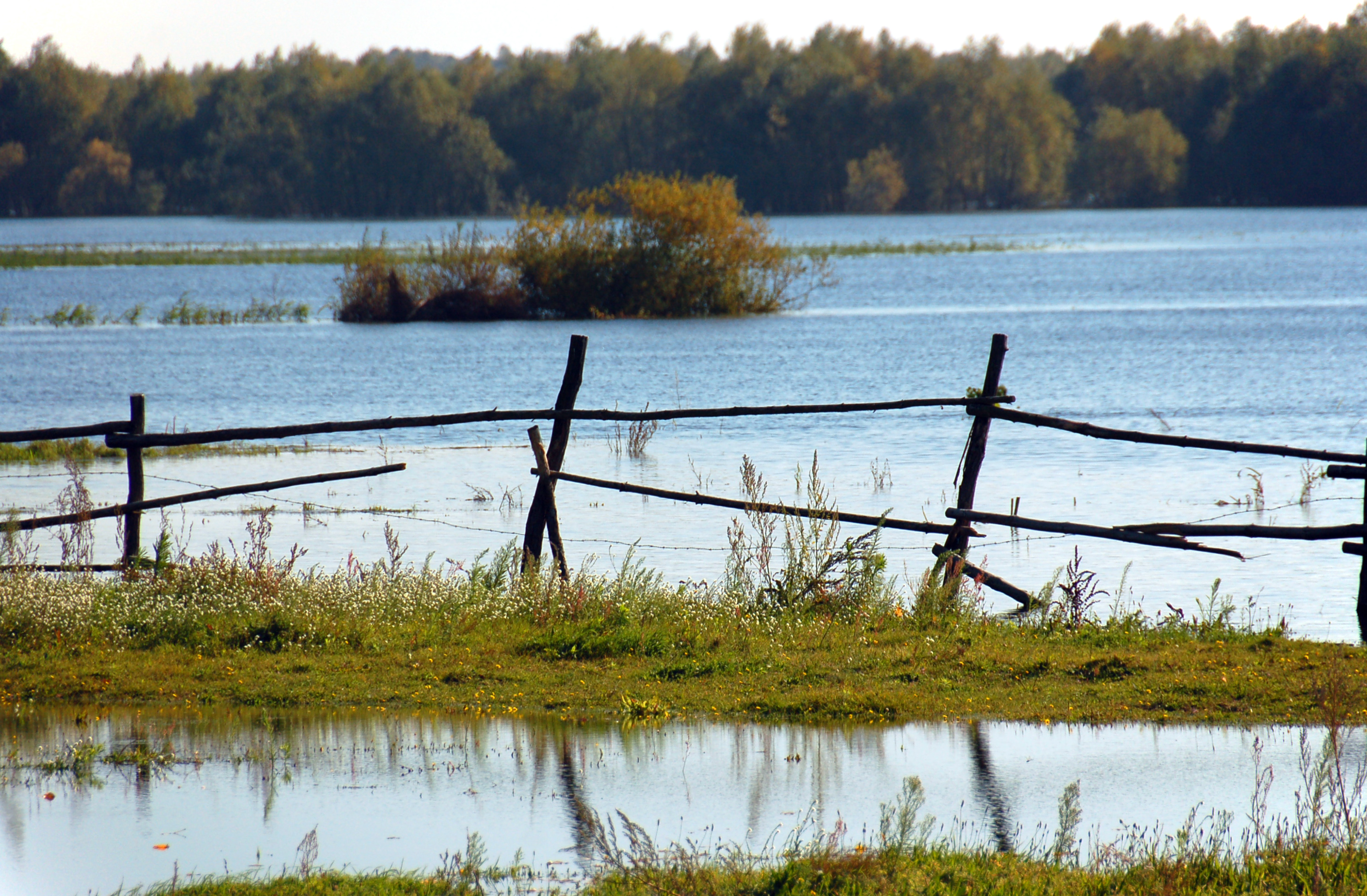
Pohled na Odru
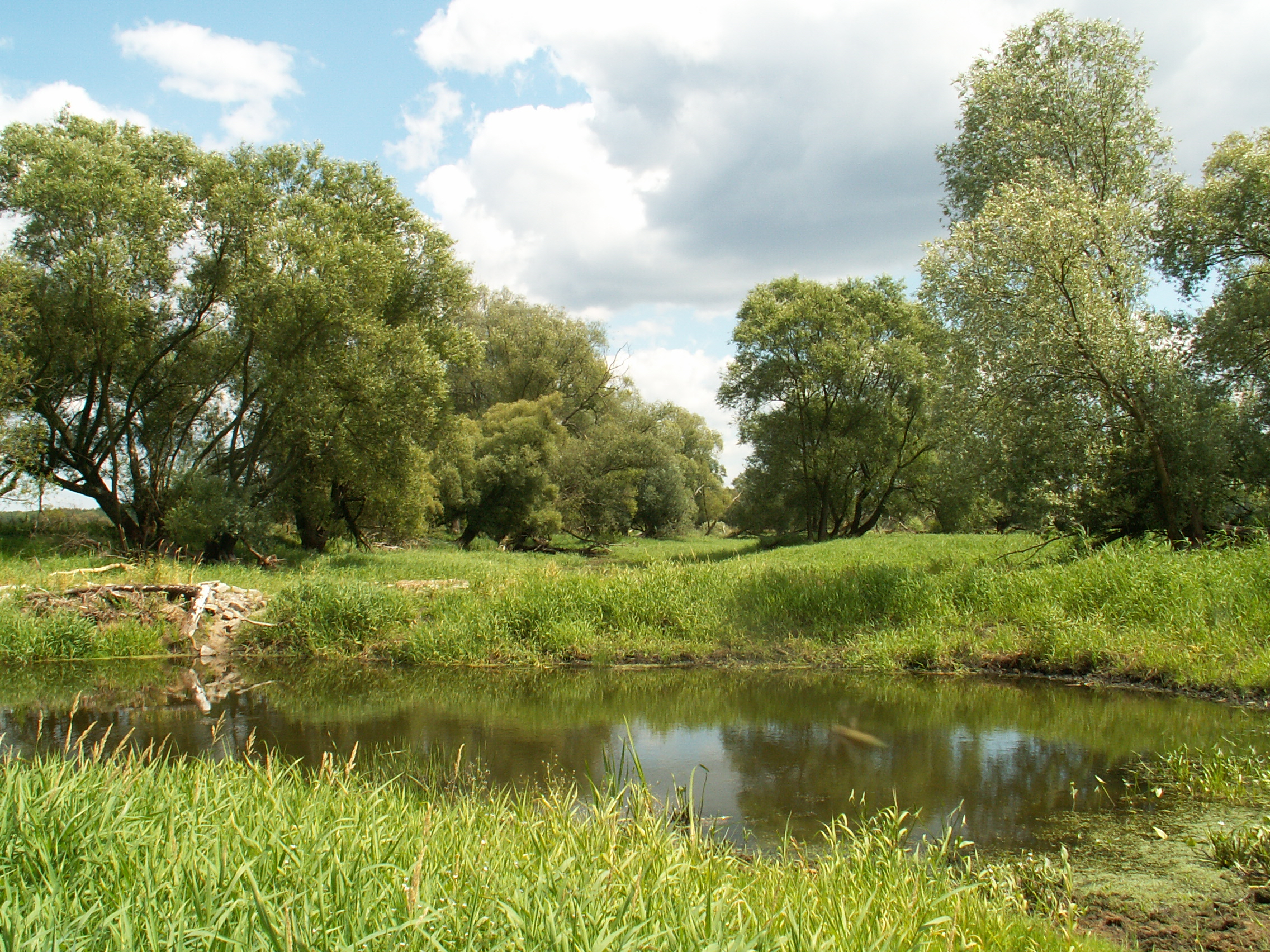
Kaleńsko
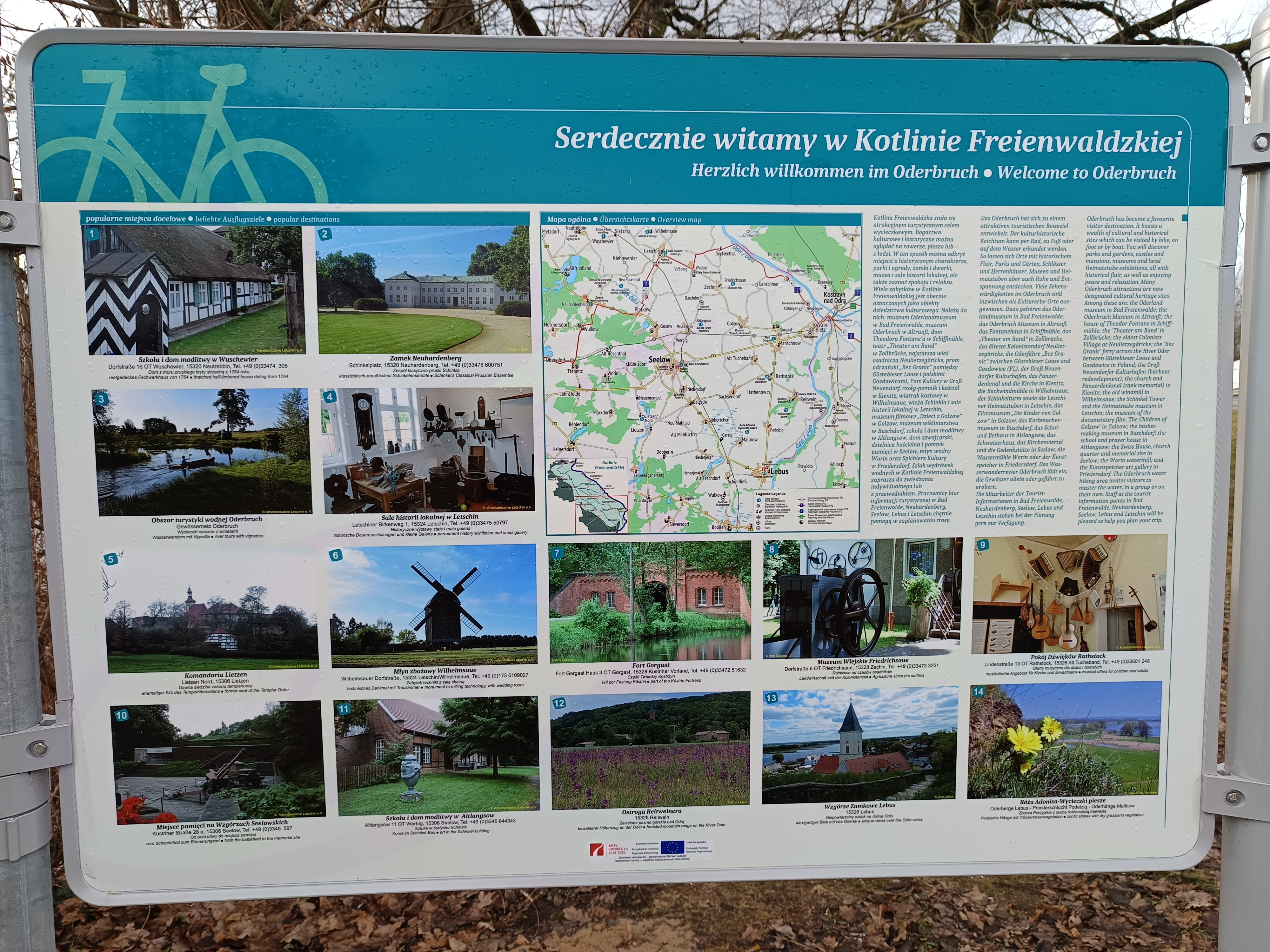
Informační panel